# Thaler à croix bourguignon
Pour les articles homonymes, voir thaler et patagon.
Cet article possède un paronyme, voir Patacón (monnaie).

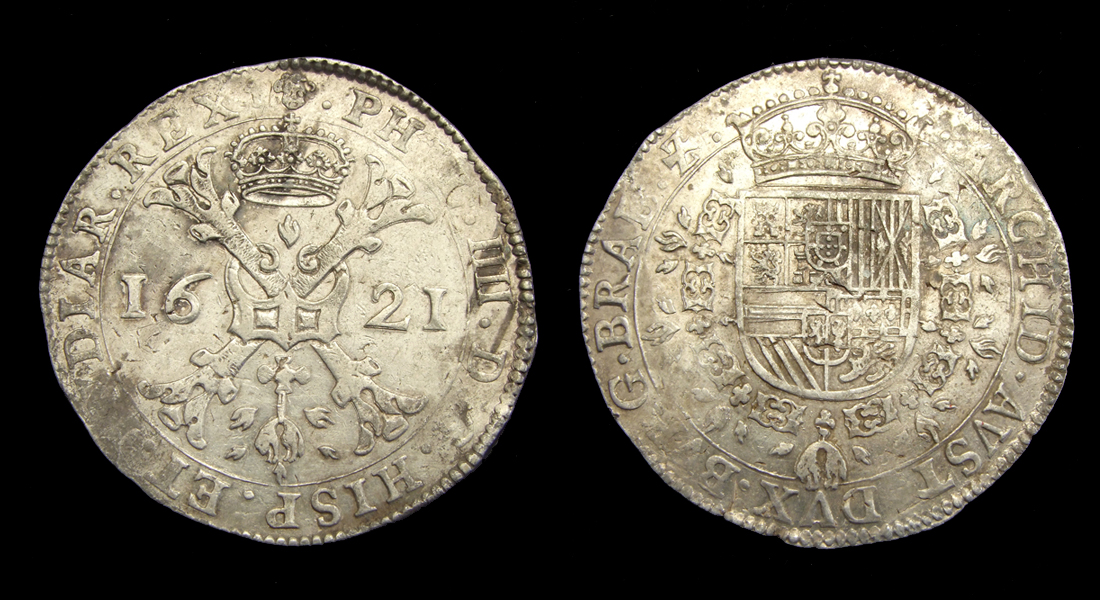
Patagon Philips IV. Frappé à Bruxelles. 1621

Le thaler à croix bourguignon (en allemand : « Albertusthaler », « Kreuztaler », et en slave oriental,  « крестовым (krestovym, croix)», « крыжаком (kryžakom, crucifixion[réf. souhaitée])», « кости (Kosti, Os), полупатагоны (Polupatagony), четвертьпатагоны (četvert patagony)» ), appelé aussi en français « écu à la croix de Bourgogne » ou « patagon », est un type de thaler, une pièce d'argent frappée pour la première fois au début du XVIIe siècle dans les Pays-Bas espagnols. Le nom, en allemand, provient du gouverneur des Pays-Bas d'alors, Albert VII de Habsbourg. Le poids du « patagon » était sensiblement inférieur à celui du thaler standard, qui était l'étalon monétaire officiel du Saint-Empire,,.
On produisait 9 ½ thaler par poids de marc au lieu de 9 : cette pièce, qui pèse donc en moyenne 24,65 g d'argent fin, fut très populaire au sein de l'économie baltique et devint la principale monnaie d'échange dans cette région au XVIIe siècle. 
La popularité de cette pièce la plaça sur une note d'égalité avec les autres thalers, après que le thaler impérial (9-Taler Reichsfuß) pesant 25,98 g d'argent fin (soit 9 pièces par poids de marc) a été frappé,. Par conséquent, et en vertu de la loi de Gresham, le thaler à croix bourguignon s'imposa dans l'Empire au détriment des pièces plus titrées, ce qui poussa certaines régions du Nord à réformer leur système monétaire le 16 juillet 1695.

## Lethaler Albertus

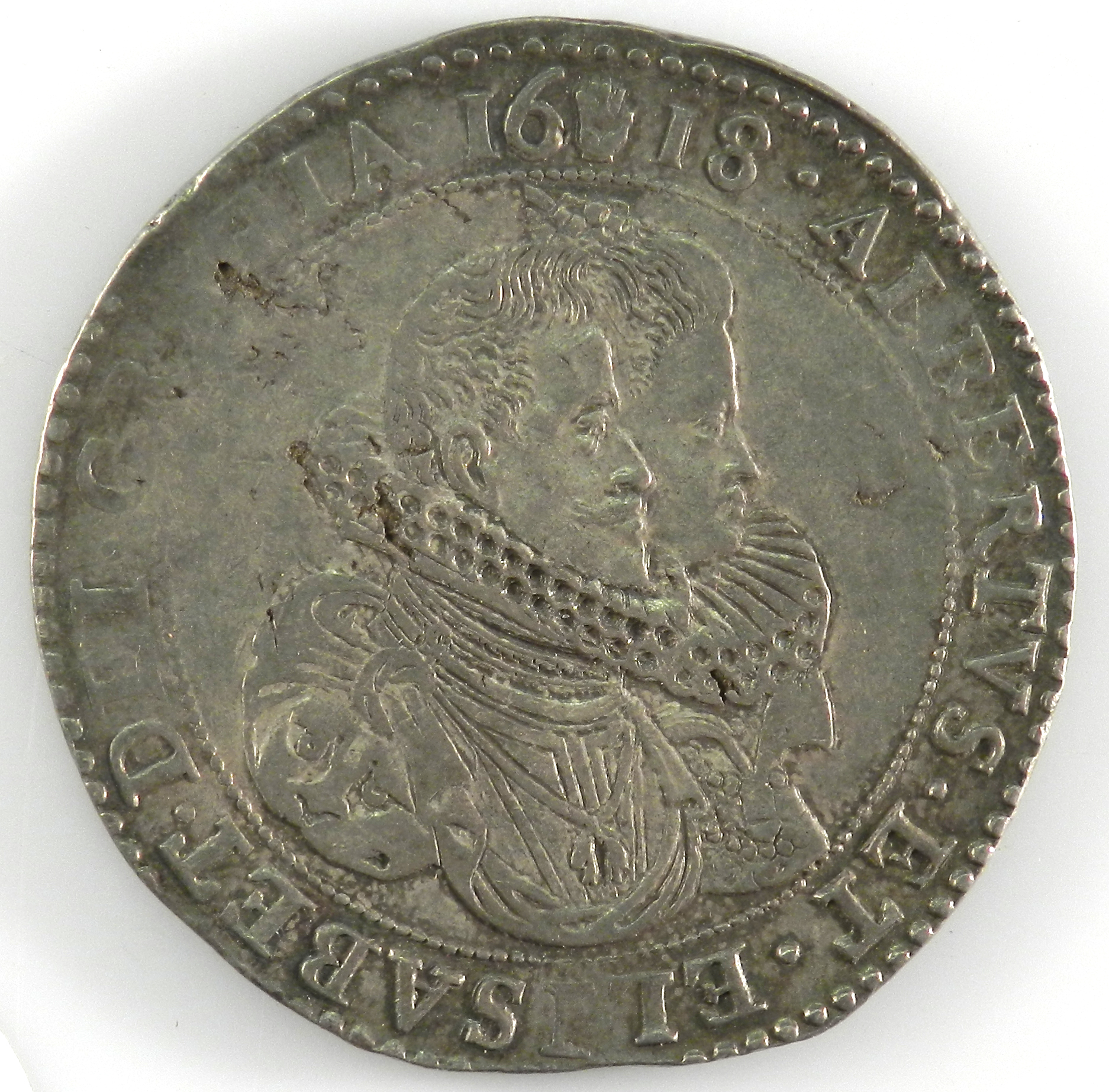
Portrait d'Albert et d'Isabelle sur un ducaton similaire au patagon (1618).

Le patagon originel montrait à l'avers les armoiries bourguignonnes entourées d'une inscription en latin : Albertus et Elisabeth D. G. Archiduc. Austr. Duces Burg. Bra. Z. (Albert et Isabelle, par la grâce de Dieu, archiduc d'Autriche, [duché de] Bourgogne, Brabant et Zélande). Au revers, la croix de Bourgogne (ici dérivée de celle de saint André) formée de deux bâtons noueux aux branches coupées, feuillus en leurs extrémités, entrecroisés en leur centre, et liés par un chenet stylisé auquel est appendu le collier de l'ordre de la Toison d'or avec l'inscription Pace et iustitia (paix et justice),. Le thaler Albertus est donc aussi appelé thaler à croix ou thaler bourguignon.
Selon Friedrich von Schrötter, en 1612, l'archiduc-gouverneur Albert, et son épouse Isabelle, ont d'abord été représentés sur une petite pièce valant 18 patards (équivalente au sol). Le contexte économique connaît une forte affluence d'argent venant des mines du Potosi. Le thaler Albertus portait, au revers, la Croix de saint André, et les armoiries espagnoles. Les troupes espagnoles ont fini par appeler cette pièce du mot générique « patacón » (dérivatif du mot arabe « batakká »). Le thaler Albertus fut frappé dans les Pays-Bas espagnols jusqu'à la fin de la domination espagnole, soit aux environs de 1700. Le thaler Albertus a été remplacé, dans cette région, à partir de 1755 par le Kronentaler, monnaie de transaction instituée sur le territoire du Saint-Empire par Marie-Thérèse d'Autriche.

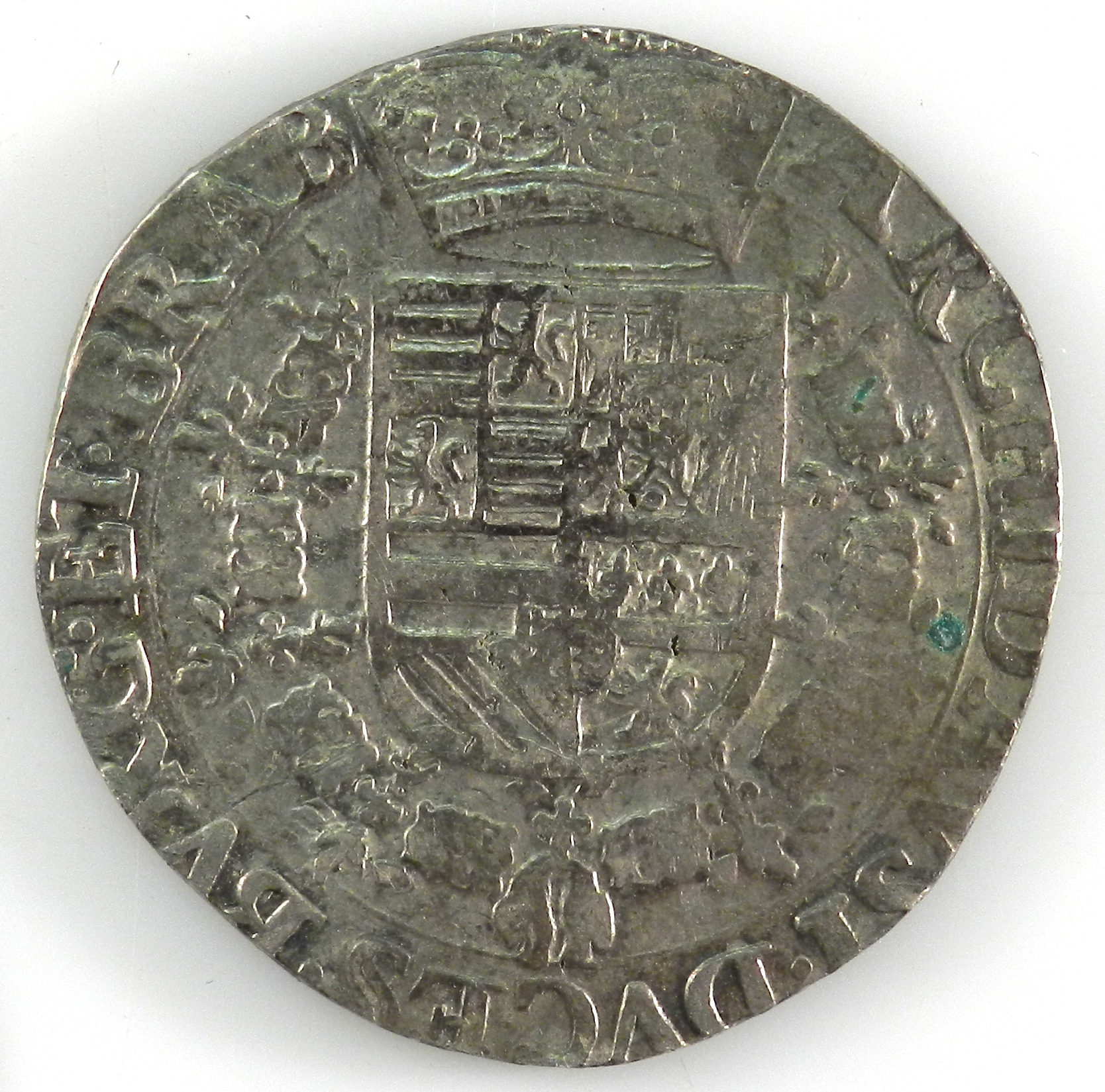
Revers d'un patagon aux armes d'Albert VII (1600-1621).
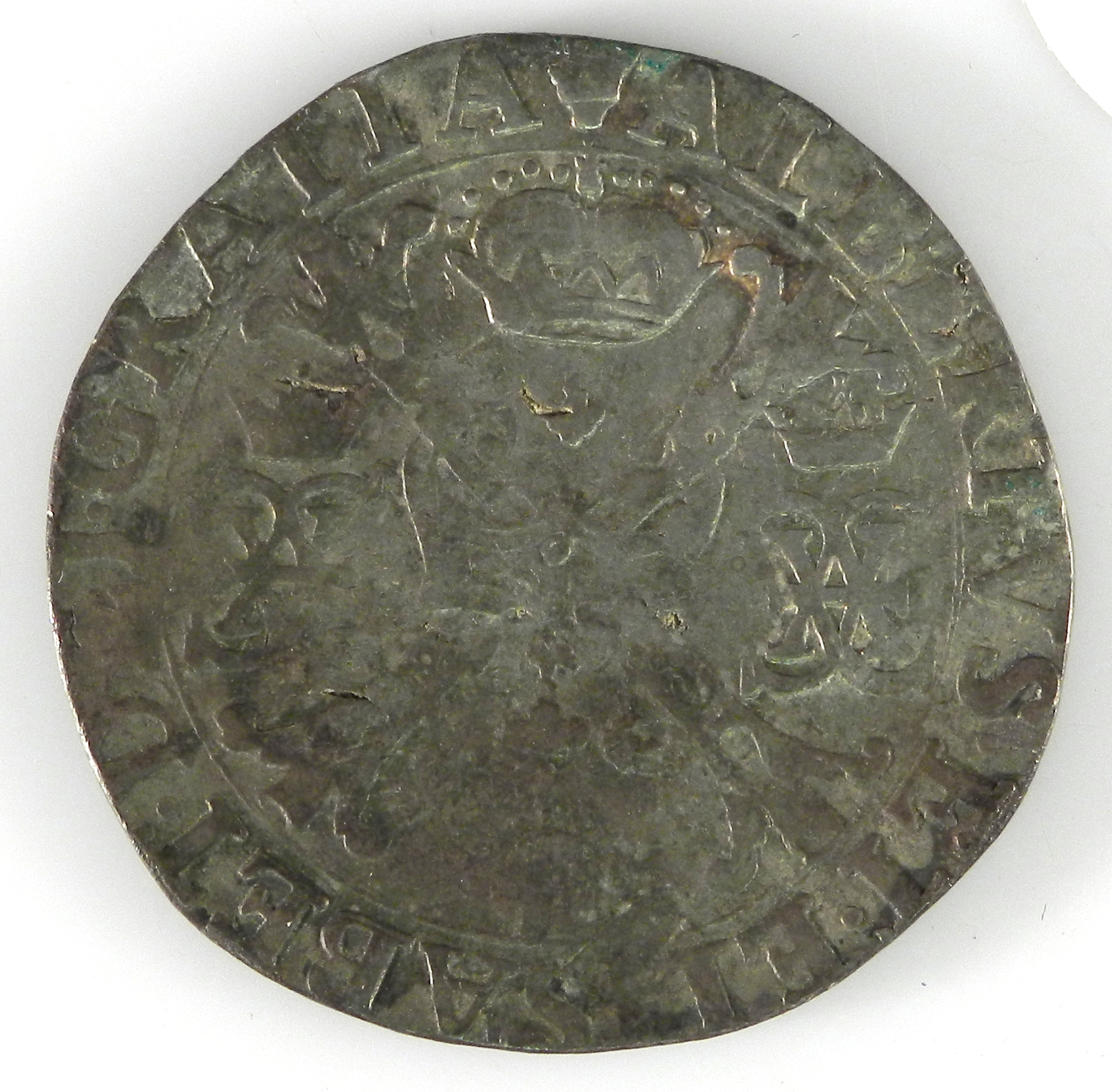
Avers d'un patagon aux armes d'Albert VII.
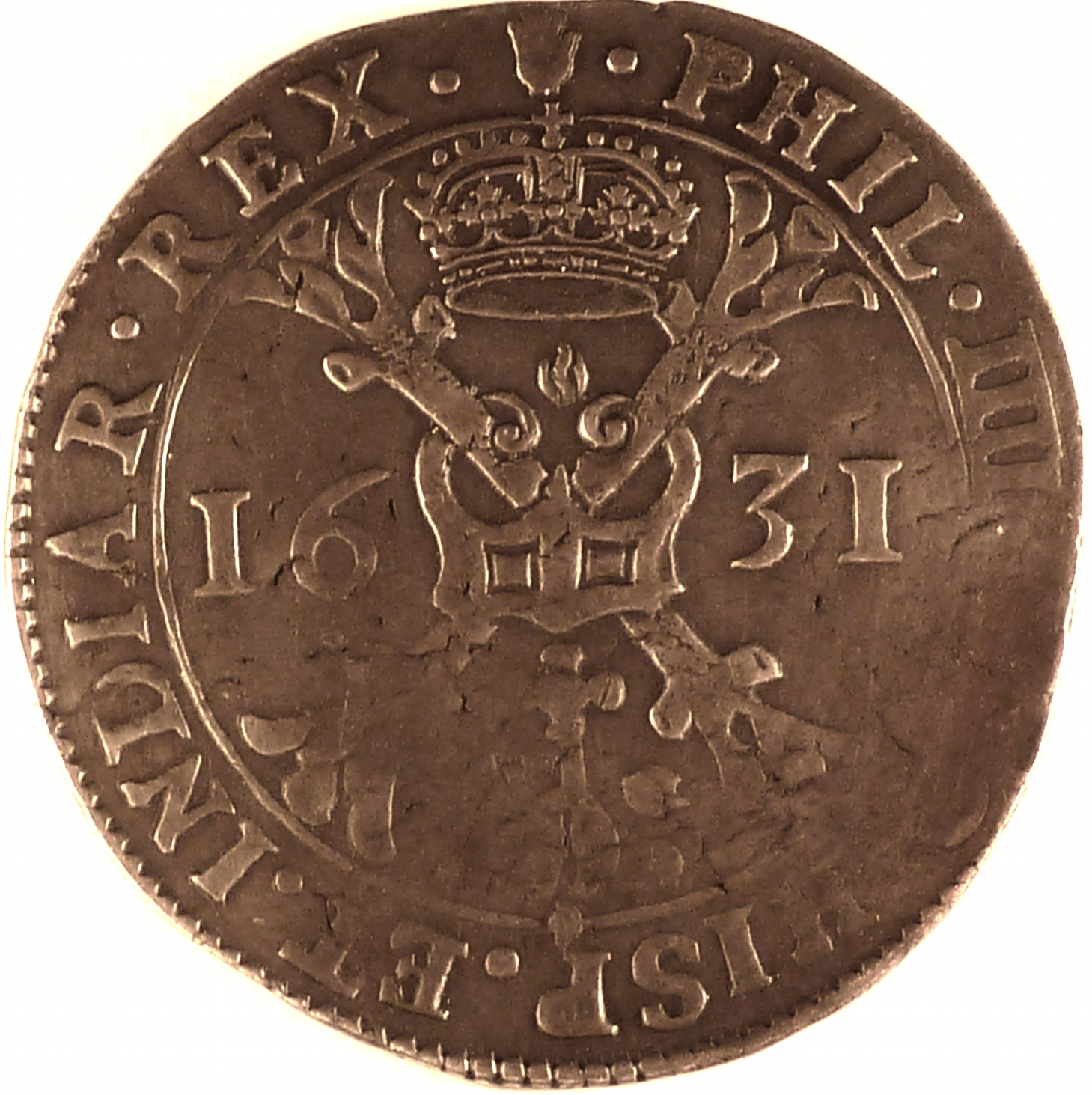
La croix de Saint-André dans sa version bourguignonne sur un thaler de 1631.

## Provinces-Unies
Dans les Provinces-Unies des thalers ont été frappés de 1659 à 1802 à l'imitation du Patagon. Le nom officiel était ducat d'argent. Le ducat d'argent avait à l'avers les armoiries au lion néerlandaises, et au revers un homme debout en armure.
Beaucoup de patagons furent frappés dans les ateliers monétaires d'Anvers et de Bruxelles.

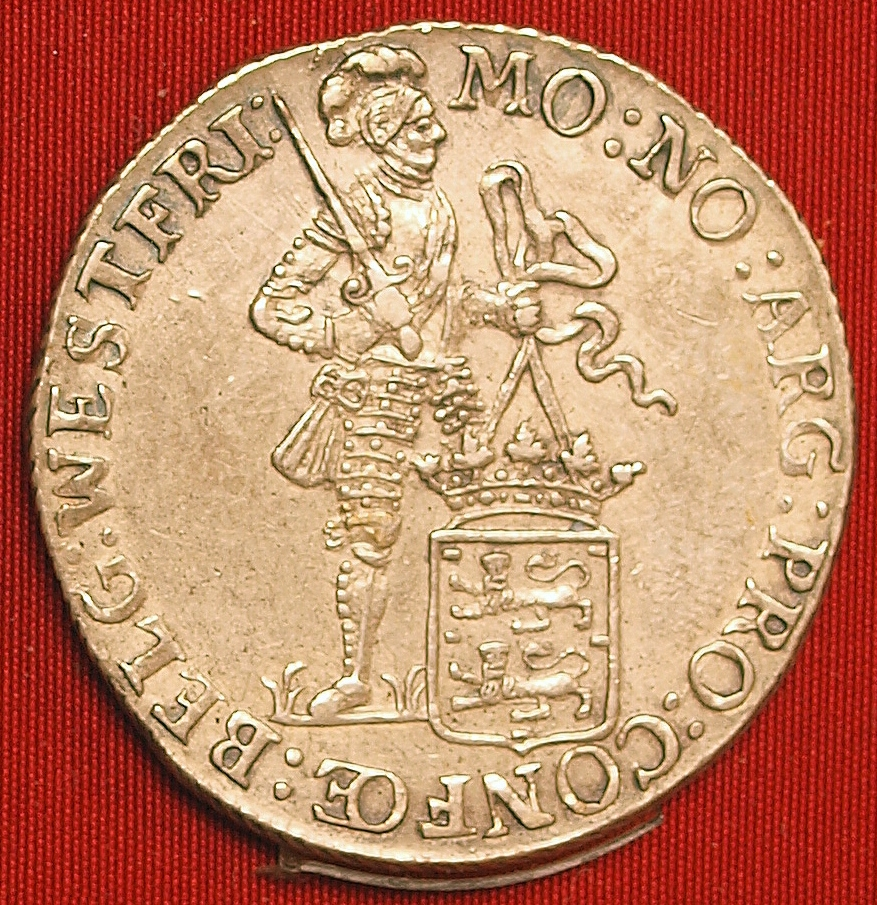
Ducat d'argent. Frise-Occidentale, 1794, Enkhoorn
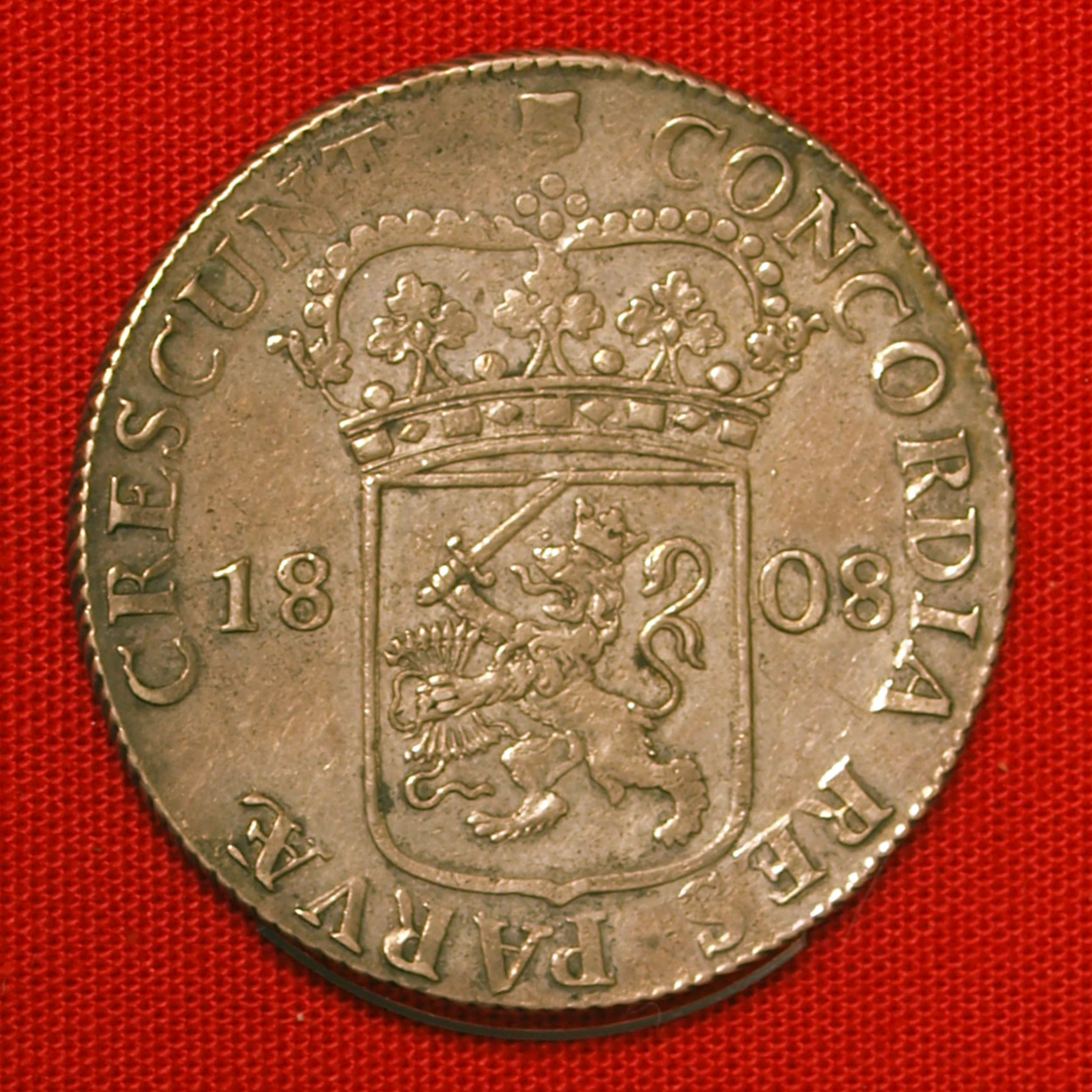
Ducat d'argent. Utrecht, 1808

## Propagation
Pour le commerce vers les régions de l'Est à partir de la Baltique (Pologne, Russie, Empire ottoman) le thaler Albertus au XVIIIe siècle fut un moyen  de paiement important et internationalement reconnu. En Russie, il est appelé « efimok » (patagon contremarqué). Il faut attendre 1810 pour voir ce type de thaler apparaître dans les transactions commerciales en Livonie, Kurzeme et Zemgale.
Pièces de monnaie par lieu d’émission :
- Brauswick, de Karl von Braunschweig (1747)
- Danemark, 1781, 1784 (24,36 g fin)
- Liège[10], 1662–1686. Voir Monnaies liégeoises.
- Kurzeme, 1780
- Holstein, 1753
- Prusse, Friedrich II (1767, 1768), Friedrich Wilhelm II (1797)
- Hongrie, Maria Theresia (1752)

La croix bourguignonne apparaît sur toutes ces frappes.

## Pièces subdivisionnaires
Outre le patagon, une série de monnaies en argent plus petites fut émise d'une valeur de : 1/2 patagon, 1/4 de patagon, 1/8 de patagon (ou escalin) ; on trouvait aussi des patards, des 1/2 patards et des liards, série complétée plus tard par des valeurs d'1/16 de patagons (1616), des ducatons et 1/2 ducatons (1618),.
La pièce de 80 ferding, une monnaie d'argent frappée originellement à Riga, équivalait à 1 thaler Albertus ; 1 ferding valait 6 pfennig prussiens.